# Administratiegebouw Nederlands-Indische Spoorweg Maatschappij (Den Haag)
Het administratiegebouw Nederlands-Indische Spoorweg Maatschappij is een gebouw aan de Wassenaarseweg in Den Haag dat voorheen de Nederlandse burelen van de Nederlands-Indische Spoorweg Maatschappij huisvestte. Het gebouw is in 1913 gebouwd en ontworpen door de architectenvennootschap van J.F. Klinkhamer en B.J. Ouëndag die ook de veel grotere evenknie van dit gebouw in Semarang ontworpen hebben.
Sinds 1972 zetelt er de ambassade van de republiek Zuid-Afrika.

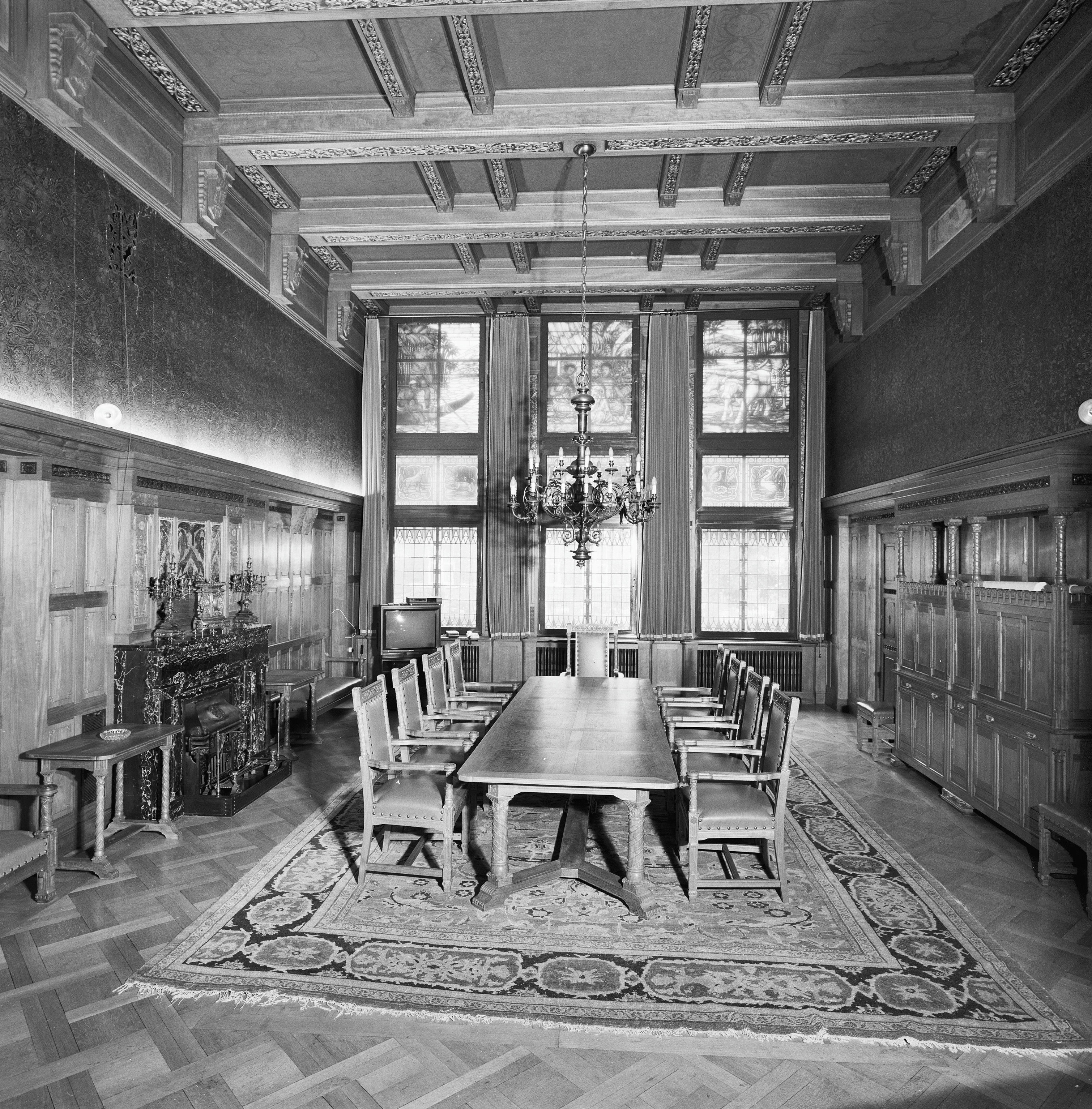
Interieur vergaderkamer